# Винтовка Уитворта
Винтовка Уитворта (англ. Whitworth rifle) — английская дульнозарядная винтовка, разработанная Джозефом Уитвортом в середине XIX века. Одна из первых в мире снайперских винтовок, непревзойдённая по своей точности среди всех остальных винтовок того времени (британских, французских, немецких и американских). Винтовки Уитворта получили широкую известность благодаря их применению шарпшутерами Армии Конфедерации во время Гражданской войны в США. Благодаря высоким баллистическим качествам винтовки, конфедераты называли её «чудо-винтовкой», она применялась ими для уничтожения артиллерийских расчётов и командного состава северян. Выпущенными из винтовок Уитворта пулями были убиты генералы Армии США Джон Рейнольдс, Джон Седжвик, Стивен Уид, Стронг Винсент, Уильям Литл и множество офицеров высоких рангов.

## История
Джозеф Уитворт занимался главным образом машино- и станкостроением, он стал уделять пристальное внимание стрелковому оружию в период Крымской войны (собственно, Уитворт был одним из пионеров внедрения нарезки в практику изготовления стволов для стрелкового и артиллерийского оружия), в ходе которой в 1854 году Королевское бюро вооружения обратилось к нему с просьбой разработать станки для производства винтовок Энфилд. Правительство построило стрельбище близ поместья Уитвортов в Фаллоуфилде, где тот проводил испытания винтовок Энфилд, изготовленных на станках его производства. Там же Уитворт приступил к разработке высокоточной винтовки собственной конструкции.
1 июля 1860 года состоялась первая встреча членов Британской национальной стрелковой ассоциации, право открытия встречи было предоставлено королеве. Королева Виктория, стреляя из винтовки Уитворта со станка-подставки по мишени на расстоянии 400 ярдов, попала в яблочко. С тех пор и на протяжении многих лет, стрелки с винтовками Уитворта были неизменными победителями соревнований по стрельбе, уверенно превосходя всех остальных.

## Техническая характеристика

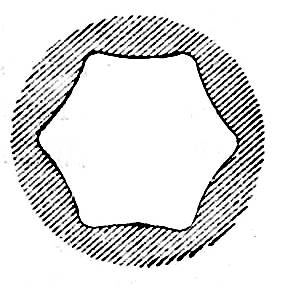
Шестигранное сечение ствола винтовки Уитворта

Винтовка Уитворта имеет полигональную (шестиугольную) нарезку ствола с равномерным шагом нарезов, составляющим две трети от общей длины ствола. Сама по себе 34-граммовая пуля патрона .451 Whitworth, снаряжённого дымным порохом, вытянутая в длину, с плоскими гранями, врезавшимися во время выстрела в стенки канала ствола, обеспечивая таким образом надёжную обтюрацию. Оба указанных фактора, — способ нарезки ствола и форма пули, — обеспечивали пуле в полёте стабилизацию вращением вокруг своей оси с весьма точным циклическим коэффициентом вращения около 15 тыс. оборотов в минуту. Благодаря этому, винтовка Уитворта обеспечивала прицельный огонь на расстоянии до полутора тысяч ярдов и более.
Что немаловажно, винтовка Уитворта обеспечивала точную стрельбу с открытого прицела-стойки безо всяких дополнительных оптических приспособлений, в отличие от снайперских винтовок Армии США, применявшихся в период гражданской войны только с длинным оптическим прицелом. Таким образом, существенно сокращалось время на прицеливание, кроме того это обеспечивало возможность стрелять не только с упора, но и навскидку. При этом, винтовка Уитворта могла при необходимости оснащаться оптическим прицелом.

## Сравнительная характеристика

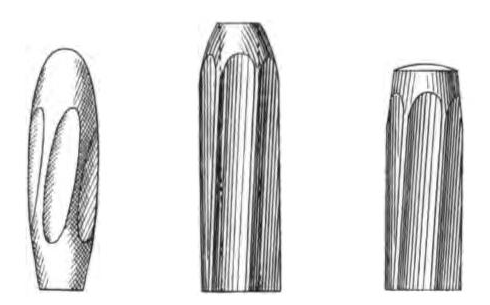
Пули, разработанные Дж. Уитвортом. Наиболее массово использовавшаяся изображена посередине

В ходе испытательных стрельб, проводившихся британцами в Хайте 21 апреля 1857 года, винтовка Уитворта продемонстрировала возможность попадания в круглую мишень диаметром 30 см с расстояния 1880 ярдов, то есть 1719 метров, полностью превзойдя винтовку Энфилд и продемонстрировав следующие средние показатели:
| Расстояние, ярдов | Среднее отклонение, мм | Среднее отклонение, мм | Средний угол возвышения | Средний угол возвышения |
| Расстояние, ярдов | Энфилд                 | Уитворт                | Энфилд                  | Уитворт                 |
| 300               | 322                    | 98                     | 0°44,8'                 | 0°56,49'                |
| 500               | 503                    | 185                    | 1°45,13'                | 1°23,37'                |
| 800               | 1057                   | 398                    | 2°46,6'                 | 2°17,6'                 |
| 1000              | 2413                   | 587                    | 4°3,33'                 | 3°5,36'                 |
| 1200              | 3392                   | 1192                   | 5°9,48'                 | 4°3,6'                  |

По кучности боя винтовка Уитворта превосходила казнозарядные и магазинные винтовки со скользящим затвором на протяжении многих десятилетий.
Комитет вооружения Армии США, ещё до разделения страны на два враждующих государства и начала гражданской войны, закупил винтовку Уитворта для сравнительных испытаний, в которых участвовали ещё три английских винтовки:
| Оружие              | Заряжание      | Нарезка                    | Шаг нарезов                |
| ------------------- | -------------- | -------------------------- | -------------------------- |
| Винтовка Уитворта   | дульнозарядная | шестиугольная              | равномерный                |
| Винтовка Ричардса   | казнозарядная  | ствол от винтовки Уитворта | ствол от винтовки Уитворта |
| Винтовка Ланкастера | дульнозарядная | овально-винтовальная       | возрастающий               |
| Винтовка Энфилд     | дульнозарядная | пять нарезов               | равномерный                |

15 января 1858 года, в ходе испытаний в Военной академии США в Вест-Пойнте было отстреляно по тысяче патронов из каждой винтовки без чистки ствола по целям на расстояниях свыше 600 ярдов. По итогам испытаний было признано, что винтовка Уитворта превзошла все остальные в плане точности стрельбы и все, кроме винтовки Уэстли Ричардса, по лёгкости заряжания (винтовка Ланкастера требовала деревянный молоток, чтобы забить шомполом патрон на дно ствола). Комитет вооружения рекомендовал Департаменту армии включить винтовку Уитворта или винтовку Ричардса со стволом от винтовки Уитворта в арсенал пехотных частей. Недостатки двух последних были обусловлены достоинствами, ствол винтовки Уитворта, обеспечивая точность стрельбы намного превосходящую винтовку Энфилд, изнашивался быстрее, чем ствол винтовки Энфилда. Ещё одна причина, по которой в США отказались от закупок винтовок, была связана с боепитанием, поскольку патрон .451 Whitworth был признан неподходящим для использования американской армией, — в Англии он изготавливался с аптекарской точностью, а организовать такое производство в США не представлялось возможным.
В 1971 году американские энтузиасты-оружейники собрали некоторые образцы стрелкового оружия периода гражданской войны и провели тест-реконструкцию, сделав по 15 выстрелов в квадратную деревянную мишень размером 183 × 183 см на расстоянии 400 ярдов. В результате:
- Спрингфилдский гладкоствольный мушкет обр. 1842 года — 0 попаданий.
- Австрийский нарезной мушкет — 3 попадания.
- Спрингфилдский нарезной мушкет обр. 1863 года — 7 попаданий.
- Винтовка Энфилд — 13 попаданий.
- Винтовка Уитворта — 15 попаданий.

Стоимость
Высокая стоимость винтовки Уитворта была одним из факторов, ограничивавших её принятие на вооружение. Самым дорогим её элементом был ствол, канал которого нарезался почти ювелирным способом. Её стоимость на американском рынке в мирное время составляла менее $50, что было всего вдвое дороже обыкновенных серийных винтовок. В самой Англии она стоила 12 фунтов 6 пенсов, что было почти вчетверо дороже винтовки Энфилд, стоившей 3 фунта 5 пенсов (это и обусловило ограниченную закупку винтовок британскими военными). Однако, во время морской блокады её стоимость для южных штатов подскочила более чем вдесятеро, по данным историка Мартина Пеглера, контрабандная стоимость винтовки для южан в то время составляла $600, а «святой Грааль» (винтовка Уитворта в комплекте с оптическим прицелом, разработанным бывшим офицером армии Ост-Индской компании и заядлым охотником полковником Дэвидом Дэвидсоном) обходился вдвое дороже.
Первая дюжина винтовок Уитворта прибыла к южанам весной 1863 года, в разгар гражданской войны, закупленные по цене тысяча долларов за одну винтовку с прицелом и тысячей патронов, — потребность южан в точном стрелковом оружии была столь велика, что они расходовали на его приобретение баснословные по тем временам суммы. Начальник вооружения Армии Конфедерации генерал Джозайя Горгас лично распределял первые винтовки между Северовирджинской армией, Теннессийской армией и Чарлстонским гарнизоном.

## Производство
Винтовки на экспорт и для гражданского рынка производились непосредственно оружейной фабрикой компании Whitworth Rifle & Ordnance Company в Манчестере. Винтовки для Армии Британии изготавливались Энфилдской королевской оружейной фабрикой.

## Модификации
На вооружении британской армии находилось два варианта винтовок Уитворта:
- Винтовка образца 1856 года (P-1856) со стволом стандартной длины.
- Винтовка образца 1862 года (P-1863) с укороченным стволом.

Обе оснащены насадкой для крепления штыка.

## Боевое применение

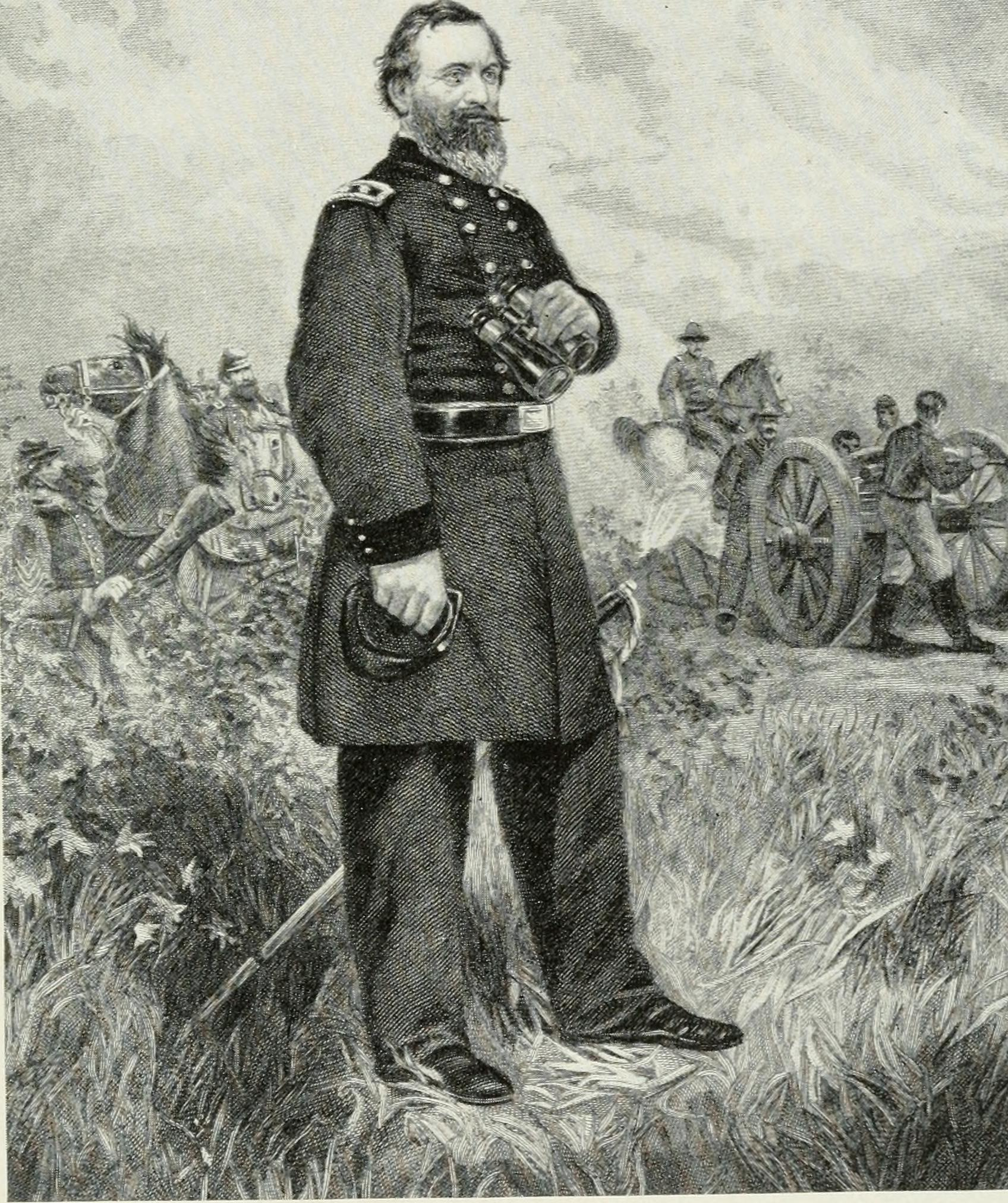
Генерал Джон Седжвик

Винтовки распределялись среди двух команд шарпшутеров в составе одного пехотного батальона Армии Конфедерации, кроме того действовали отдельные батальоны шарпшутеров в составе пехотных бригад.
Способ ведения боевых действий шарпшутерами южан, действовавшими с расстояния более мили, обеспечивал достаточно времени, чтобы перезарядить винтовку и вновь изготовиться к стрельбе. На таком расстоянии им не составляло труда отличить офицеров и номеров артиллерийского расчёта от рядовых пехотинцев противника. Пуля из винтовки Уитворта издавала характерный пронзительный свист, заслышав который солдаты бросались на землю, а офицеры, воспитанные в духе следования кодексу чести, недопустимости бегства и пачкания униформы о землю, становились ещё более лёгкой добычей.
Хорошо известен эпизод, когда в ходе битвы под Спотсильвейни 9 мая 1864 года генерал северян Джон Седжвик, прохаживаясь вдоль залёгших солдат, упрекал их в трусости, утверждая, что с такого расстояния противник не попадёт даже в слона в полный рост. Солдаты извиняясь, объясняли это тем, что таким образом спасают свою жизнь, на что Седжвик рассмеялся, в эту секунду пуля, выпущенная из винтовки Уитворта с расстояния от восьмисот до тысячи ярдов, попала ему в лицо, пробив лицевую кость и пройдя под левым глазом, генерал замолк и упал замертво.
Применение южанами винтовок Уитворта очень существенно сказалось на настроениях в войсках северян, угнетало их боевой дух.